# Haus Aure
Das Haus Aure ist eine Nebenlinie des Haus Comminges, die die genealogische Verbindung zum Haus Gramont darstellt.
Die Linie begann mit der Ehe von Guy de Comminges mit Bertrande, der Erbin der Vizegrafschaft Aure (im heutigen Département Hautes-Pyrénées) und teilte sich sofort in zwei Linien auf:
- die ältere Linie der Vicomtes d’Aure, die nur drei Generationen bestand
- die jüngere Linie der Seigneurs de Larboust (das Vallée de Larboust im gleichen Département), die 1643 erlosch.

Von der Linie Larboust spaltete sich Mitte des 15. Jahrhunderts die Linie der Vicomtes d’Aster ab (nach dem Ort Asté, ebenfalls in den Hautes Pyrénées), die zwei Generationen später in das Haus Gramont überging.

## Stammliste

### 12.–14. Jahrhundert
1. Guy de Comminges, um 1180 bezeugt (siehe Haus Comminges); ⚭ um 1160 Bertrande, Vicomtesse d’Aure, um 1180 bezeugt, Erbtochter von Vicomte Bertrand IV.
  1. Raymond († 1238), Vicomte d’Aure; ⚭ um 1185 NN
    1. Bernard, 1221 Vicomte d’Aure
      1. Tochter, Vicomtesse d’Aure et de Magnoac; ⚭ um 1240 Arnaud Guillaume II., 1233/59 Vicomte de La Barthe, d’Aure et de Magnoac

    2. Sanche Garcia; ⚭ um 1215 Agnès, Vicomtesse d’Aster, Erbtochter von Vicomte Bernard I.
      1. Tochter, Vicomtesse d’Aster; ⚭ um 1230 Arnaud de Coarraze, 1238/57 bezeugt

  2. Odon I. d’Aure, Seigneur de Larboust et d‘Oueil, 1210/66 bezeugt; ⚭ um 1190 Béatrix de Lautrec, Tochter von Sicard V., Vicomte de Lautrec, und Adélaide Trencavel de Beziers
    1. Sanche Garcie I., Ritter, Seigneur de Larboust et d’Oueil 1210/66; ⚭ um 1220 Blanchefleur de Jussan, 1221 bezeugt
      1. Géraud I. († vor 24. April 1310), Ritter, Seigneur de Larboust, d’Oueil et de Lannemezan 1270/1305; ⚭ um 1260 Berengère de Comminges († nach 24. April 1310), Tochter von Roger III. de Comminges, Vicomte de Couserans, Comte de Pailhars, und Grisé d’Espagne, Dame de Montespan (Haus Comminges)
        1. Arnaud († vor 24. November 1298), Ritter; ⚭ um 1280 Brunissende de Lavedan († nach 3. Juni 1299), Tochter von Raymond Garcia IV, Ritter, Seigneur de Castelloubon et d’Andrest
          1. Guillaume († 1353 in Avignon), Dr. iur. utr., geistlich in Lezat, 1326 Abt von Ainay, 1333 Abt von Montolieu, 1338 Kardinal, Bischof von Tusculum

        2. Odon II. († wohl 1320), Ritter, Seigneur et Baron de Larboust, d’Oueil, d’Albezun, de Galez etc 1295/1315; ⚭ 1300 Alpais (Aspasie) de l’Isle-Jourdain, Tochter von Jourdain V., Sire de l’Isle-Jourdain, und Guillemette de Durfort
          1. Géraud II. († vor 1360), Seigneur de Larboust, d’Oueil, de Salles, de Montespan etc., Seneschall von Saint-Gaudens, 1316/48 bezeugt; ⚭ um 1336 Douce d’Espagne, Tochter von Arnaud II., Ritter, Seigneur de Montespan, und Marquèse de Séméac-Bénac – Nachkommen siehe unten
          2. Guillaume, Ritter, 1338/42 bezeugt
          3. Raymond Roger († 1347), 1333 Abt von Montolieu

        3. Bernard, Ritter, 1283/98 bezeugt

      2. Sanche, 1266/93 Komtur des Johanniterordens
      3. Guillaume, 1273 Mönch in Bonnefont

    2. Guillaume Garcie, 1237/43 Komtur des Templerordens

  3. Sanche Garcie, 1199/1202, 1204/05, 1210/11 Prior der Johanniter des Toulousain

### 14.–16. Jahrhundert
1. Géraud II. († vor 1360), Seigneur de Larboust, d’Oueil, deSalles, de Montespan etc., Seneschall von Saint-Gaudens, 1316/48 bezeugt; ⚭ um 1336 Douce d’Espagne, Tochter von Arnaud II., Ritter, Seigneur de Montespan, und Marquèse de Séméac-Bénac – Vorfahren siehe oben
  1. Sanche Garcie II., 1362/1419 bezeugt, Ritter, Seigneur de Larboust, d’Oueil, de Montespan, de Salles, de Galez, de Cardaillac-en-Comminges, de La Roque, de Sarremezan etc; ⚭ um 1380 Bertrande de Jussan, 1393/1442 bezeugt, Erbtochter von Bernard de Jussan, Ritter, und Cécile de Cardaillac, Dame de Cardaillac et de La Roque
    1. Ménaud I. († 23. Mai/15. September 1477), Ritter, Seigneur de Larboust, d’Oeuil, de Cardaillac, de La Roque, de Sarremezan etc., Seneschall von Comminges, 1454/61 Seneschall von Bigorre; ⚭ um 1423 Marguerite d’Antin, 1434 bezeugt, Tochter von Arnaud II. d’Antin, Ritter, Baron d’Antin, und Jeanne de Castelbajac
      1. Géraud III. († wohl 1495), Ritter, Seigneur de Larboust, de Cardaillac, de Sarremezan, de La Roque etc., 1480 Seneschall von Nébouzan; ⚭ Jeanne de Montaut-Bénac
        1. Ménaud II. († nach 13. Oktober 1498), Seigneur de Larboust, de Cardaillac, de Montagut et de La Roque, 1497 Seneschall von Nébouzan
        2. Jean I., Seigneur de Larboust, Seneschall von Nébouzan – Nachkommen: † 1643
        3. Jean Guy, Apostolischer Protonotar, Archidiakon zu Tarbes
        4. Tristan, 1533 Apostolischer Protonotar, Prior zu Aulin
        5. Ménaud, 1463 Domherr zu Comminges
        6. Madeleine († nach 1515); ⚭ 18. Januar 1498 Arnaud d’Espagne, Seigneur de Montespan († 20. Dezember 1515)
        7. Jeanne; ⚭ NN de la Motte

      2. Tristan (* wohl 1426; † Juli 1475), Abt von Faget, 1444 Bischof von Couserans, 1460/75 Bischof von Aire, 1463 Abt von La Castella
      3. Sanche Garcia (* 1439; † Juni 1473), 1463 Archidiakon, dann Bischof von Lombez
      4. Blanchefleur; ⚭ (1) Bernard VI. de Castelbajac († ermordet 1462), Seigneur de Castelbajac, d‘Hèches etc., 1461 Seneschall von Bigorre (Castelbajac (Adelsgeschlecht); ⚭ (2) 1466 Antoine de Montezun, Ritter, Seigneur de Saint-Lary etc.

    2. Jourdain († vor 2. Dezember 1443), Domherr zu Tarbes, 1433 Bischof von Mirepoix, 1441 Bischof von Couserans
    3. Géraud († vor 22. April 1463), Elekt von Comminges, Archidiakon zu Rivière, 1425 Bischof von Lombez
    4. Sanche Garcie (X Juli 1454), Seigneur de Hautfaget, Vicomte d’Aster, Seneschall von Bigorre; ⚭ nach 7. Oktober 142 Agnès de Coarraze, Vicomtesse d’Aster († vor 20. Februar 1492), Erbtochter von Jean III. de Coarraze, Vicomte d’Aster, und Marie de Caupenne, sie heiratete um 1470 in zweiter Ehe Pierre Arnaud de Béarn, Ritter, Seigneur d’Esgoarrabac et de Cardesse
      1. Jean I. († 1497), Vicomte d’Aster, Ritter, 1483 Baron des Angles; ⚭ (Ehevertrag Dezember 1479) Jeanne bâtarde de Béarn († 13. Oktober/22. November 1498), Tochter von Gaston IV. de Béarn, Comte de Foix et de Bigorre, und einer unbekannten Frau (Haus Comminges)
        1. Jean II. († nach 31. Mai 1514), Vicomte d’Aster, Baron des Angles et de Hiis etc., 1504 bezeugt
        2. Ménaud (* wohl 1485; † 5. Juni 1534), Ritter, 1499 Seigneur de Mauvezin, 1514 Vicomte d’Aster, Baron des Angles, de Hiis etc., 1529 Baron de Gramont, de Bergouey, de Bidache, d’Urt, de Came, de Bardos, de Mussidan, de Blaignac, de Castillon, de Gabaston, de Roquefort, de Tursan, de Montory, d’Haux, d’Olhaïby etc., 1528 Kapitän und Gouverneur von Bayonne; ⚭ 12. Februar 1526 Claire de Gramont (* wohl 1505; † 16. April/20. September 1560), 1539 Dame d’Artix, de Serres, de Garlède, de Lalonquette, de Bideron, et d’Abitain, 1540 Dame de Séméac et d’Asque, Tochter von François de Gramont und Catherine d’Andoins
          1. Antoine I. de Gramont (* Ende 1526; † 8. Dezember 1576), Ritter, Baron de Gramont, Souverain de Bidache, Dezember 1563 französischer Comte de Guiche, Vicomte d’Aster, Baron de Bergouey, de Bardos, d’Escos, de Gabaston, de Mussidan, de Montory, de Haux, des Angles, französischer Kammerherr, navarresischer Generalleutnant, Bürgermeister von Bayonne; ⚭ 29. September 1549 Hélène de Clermont de Traves († 10. Januar/3. März 1595), Erbtochter von François de Clermont, Seigneur de Traves et de Toulongeon, und Hélène Gouffier – Nachkommen siehe Haus Gramont
          2. Catherine († nach 29. Dezember 1589), 1560 Dame de Mussidan, de Séméac, d’Asque et de Maignant; ⚭ (Ehevertrag 12. Oktober 1552) François de Mauléon, Baron de Mauléon etc., französischer Kammerherr († 1566)

        3. Catherine, Nonne
        4. Agnès (Anette), Nonne
        5. Françoise; ⚭ (Ehevertrag 2. Februar 1517) Antoine de Carmaing, Seigneur de Nègrepelisse, Baron de Léojac, de Montricoux etc. (X 1528 bei Aversa[1]
        6. (unehelich, Mutter unbekannt) Marie; ⚭ 21. November 1501 Charles d’Espagne, Seigneur de Ramefort

      2. Ménaud († 28./29. Oktober 1504), Kanoniker zu Comminges, 1474 Bischof von Tarbes, 1485 Abt von La Bénisson-Dieu, Dompropst zu Avignon, Prior von Sainte-Marie zu Barbentane
      3. Bertrande, testiert 14. August 1483; ⚭ Bertrand de Castelbajac, Seigneur de Maignaut 1498